# آرمان تیرار
آرمان تیرار (به فرانسوی: Armand Thirard) زاده ۱۸۹۹ - درگذشته ۱۹۷۳) فیلمبردار اهل فرانسه بود. او در طول کار خود بر روی بیش از صد و بیست فیلم کار کرد.

## بخشی از فیلمشناسی
- ولپن (۱۹۴۱)
- دوزخ آنری-ژرژ کلوزو (۱۹۶۴)
- زیبا باش اما خفه شو (۱۹۵۸)
- حقیقت (۱۹۶۰)
- گوهرفروشان مهتاب (۱۹۵۸)
- مزد ترس (۱۹۵۳)
- سه تفنگدار (۱۹۶۱)
- و خداوند زن را آفرید (۱۹۵۶)
- شیاطین (۱۹۵۵)
- توپ‌های سان سباستین (۱۹۶۸)
- دوباره خداحافظ (۱۹۶۱)